# Режим MDI (Manual Data Input mode)
Режим MDI (англ. Manual Data Input mode — режим ручного ввода данных) — общепринятое в системах ЧПУ обозначение режима ручного ввода управляющих команд языка G-code, в котором каждый блок программы отправляется на исполнение сразу после ввода. В отличие от автоматического режима исполнения программ, режим ручного ввода не требует предварительного набора и подготовки управляющей программы перед её исполнением.
Режим MDI используют для наладки станка, для тестирования отдельных функций управляющей программы либо для выполнения примитивных действий, таких как перемещение в заданные координаты, тестирование подпрограмм, смена инструмента, привязка инструмента, привязка детали, включение или выключение шпинделя, либо выполнение M-кодов (включение СОЖ, включение смазки направляющих и т. д.). Некоторые M-функции могут предназначаться к использованию только в режиме MDI для обслуживания станка, например поэтапная замена инструмента в обрабатывающих центрах.
Некоторые системы ЧПУ позволяют использовать режим MDI для создания и отладки управляющих программ с возможностью последующего сохранения на устройство хранения информации.
Режим MDI в системах ЧПУ не может использоваться во время исполнения программы в автоматическом режиме.